# Элустондо, Ариц
А́риц Элусто́ндо Иррибаррия (исп. Aritz Elustondo Irribarria; род. 28 марта 1994[…], Сан-Себастьян, Страна Басков) — испанский футболист, защитник клуба «Реал Сосьедад».

## Клубная карьера
Элустондо — воспитанник клуба «Реал Сосьедад» из своего родного города. В 2013 году Ариц начал выступления за команду дублёров. 14 января 2016 года в поединке Кубка Испании против «Вильярреала» Элустондо дебютировал за основной состав. 17 января в матче против «Райо Вальекано» он дебютировал в Ла Лиге. 31 января в матче против мадридского «Реала» Ариц забил свой первый гол за «Реал Сосьедад».

## Достижения
«Реал Сосьедад»
- Обладатель Кубка Испании: 2019/20